# Nuoto in acque libere ai campionati mondiali di nuoto 2017 - 10 km femminili
La gara dei 10 km in acque libere femminile dei campionati mondiali di nuoto 2017 è stata disputata il 16 luglio nelle acque del lago Balaton, nella regione ungherese del Transdanubio, a partire dalle ore 10:00. Alla gara hanno preso parte 62 atlete provenienti da 40 nazioni.
La competizione è stata vinta dalla nuotatrice francese Aurélie Muller, l'argento è andato all'ecuadoregna Samantha Arévalo, mentre il bronzo è stato assegnato ex aequo all'italiana Arianna Bridi e alla brasiliana Ana Marcela Cunha.

## Medaglie
| Posizione | Atleta           | Nazionalità |
| --------- | ---------------- | ----------- |
| Oro       | Aurélie Muller   | Francia     |
| Argento   | Samantha Arévalo | Ecuador     |
| Bronzo    | Arianna Bridi    | Italia      |

## Risultati
| Posizione | Atleta                     | Nazionalità   | Tempo     | Ritardo  |
| --------- | -------------------------- | ------------- | --------- | -------- |
| 1         | Aurélie Muller             | Francia       | 2h00'13"7 | -        |
| 2         | Samantha Arévalo           | Ecuador       | 2h00'17"0 | +3"3     |
| 3         | Arianna Bridi              | Italia        | 2h00'17"2 | +3"5     |
| 3         | Ana Marcela Cunha          | Brasile       | 2h00'17"2 | +3"5     |
| 5         | Rachele Bruni              | Italia        | 2h00'21"4 | +7"7     |
| 6         | Haley Anderson             | Stati Uniti   | 2h00'25"9 | +12"2    |
| 7         | Finnia Wunram              | Germania      | 2h00'26"1 | +12"4    |
| 8         | Anna Olasz                 | Ungheria      | 2h00'28"4 | +14"7    |
| 9         | Chelsea Gubecka            | Australia     | 2h00'30"0 | +16"3    |
| 10        | Ashley Twichell            | Stati Uniti   | 2h00'41"3 | +27"6    |
| 11        | Danielle Huskisson         | Gran Bretagna | 2h01'06"1 | +52"4    |
| 12        | Yan Siyu                   | Cina          | 2h01'06"1 | +52"4    |
| 13        | Viviane Jungblut           | Brasile       | 2h01'06"1 | +52"4    |
| 14        | Angela Maurer              | Germania      | 2h01'53"3 | +1'39"6  |
| 15        | Anastasiya Krapyvina       | Russia        | 2h01'55"2 | +1'41"5  |
| 16        | Sharon van Rouwendaal      | Paesi Bassi   | 2h01'55"5 | +1'41"8  |
| 17        | Xin Xin                    | Cina          | 2h01'59"8 | +1'46"1  |
| 18        | Paula Ruiz                 | Spagna        | 2h02'07"0 | +1'53"3  |
| 19        | Kareena Lee                | Australia     | 2h02'08"1 | +1'54"4  |
| 20        | Yukimi Moriyama            | Giappone      | 2h02'13"3 | +1'59"6  |
| 21        | Cecilia Biagioli           | Argentina     | 2h02'23"6 | +2'09"9  |
| 22        | Oceane Cassignol           | Francia       | 2h03'01"0 | +2'47"3  |
| 23        | Yumi Kida                  | Giappone      | 2h03'06"6 | +2'52"9  |
| 24        | Špela Perše                | Slovenia      | 2h04'12"7 | +3'59"0  |
| 25        | Alice Dearing              | Gran Bretagna | 2h04'24"4 | +4'10"7  |
| 26        | Kalliopi Araouzou          | Grecia        | 2h04'25"7 | +4'12"0  |
| 27        | Onon Sömenek               | Ungheria      | 2h04'41"2 | +4'27"5  |
| 28        | Stephanie Horner           | Canada        | 2h04'48"1 | +4'34"4  |
| 29        | Nataly Caldas              | Ecuador       | 2h04'50"1 | +4'36"4  |
| 30        | María de Valdes            | Spagna        | 2h04'54"4 | +4'40"7  |
| 31        | Justyna Burska             | Polonia       | 2h07'13"6 | +6'59"9  |
| 32        | Jade Dusablon              | Canada        | 2h07'16"8 | +7'03"1  |
| 33        | Daria Kulik                | Russia        | 2h07'18"0 | +7'04"3  |
| 34        | Julia Arino                | Argentina     | 2h07'20"0 | +7'06"3  |
| 35        | Angelica María             | Portogallo    | 2h07'20"4 | +7'06"7  |
| 36        | Alena Benešová             | Rep. Ceca     | 2h07'58"5 | +7'44"8  |
| 37        | Lenka Štěrbová             | Rep. Ceca     | 2h08'32"9 | +8'19"2  |
| 38        | Martha Aguilar             | Messico       | 2h08'35"2 | +8'21"5  |
| 39        | Souad Cherouati            | Algeria       | 2h08'38"1 | +8'24"4  |
| 40        | Charlotte Webby            | Nuova Zelanda | 2h08'41"4 | +8'27"7  |
| 41        | Vânia Neves                | Portogallo    | 2h09'39"0 | +9'25"3  |
| 42        | María Bramont-Arias        | Perù          | 2h09'39"6 | +9'25"9  |
| 43        | Robyn Kinghorn             | Sudafrica     | 2h11'25"8 | +11'12"1 |
| 44        | Xeniya Romanchuk           | Kazakistan    | 2h11'34"4 | +11'20"7 |
| 45        | Doris Beroš                | Croazia       | 2h11'54"4 | +11'40"7 |
| 46        | Mahina Valdivia            | Cile          | 2h11'55"1 | +11'41"4 |
| 47        | Reem Kaseem                | Egitto        | 2h11'57"4 | +11'43"7 |
| 48        | Krystyna Panchishko        | Ucraina       | 2h12'12"5 | +11'58"8 |
| 49        | Ruthseli Aponte            | Venezuela     | 2h14'39"5 | +14'25"8 |
| 50        | Sasha-Lee Nordengen-Corris | Sudafrica     | 2h14'43"4 | +14'29"7 |
| 51        | Jelena Ječanski            | Serbia        | 2h16'10"6 | +15'56"9 |
| 52        | Maryna Kyryk               | Ucraina       | 2h17'02"2 | +16'48"5 |
| 53        | Martha Sandoval            | Messico       | 2h17'48"2 | +17'34"5 |
| 54        | Fatima Flores              | El Salvador   | 2h18'47"9 | +18'34"2 |
| 55        | Lok Hoi Man                | Hong Kong     | 2h19'19"3 | +19'05"6 |
| 56        | Karolína Balážiková        | Slovacchia    | 2h26'37"8 | +26'24"1 |
| 57        | Nip Tsz Yin                | Hong Kong     | 2h26'49"9 | +26'36"2 |
| 58        | Nikitha Setru              | India         | 2h28'14"6 | +28'00"9 |
| 59        | Cindy Toscano              | Guatemala     | 2h28'21"8 | +28'08"1 |
| -         | Merle Liivand              | Estonia       | OTL       | -        |
| -         | Raquel Duran               | Costa Rica    | OTL       | -        |
| -         | Dana Khaled                | Egitto        | DNF       | -        |